# Fire Party
I Fire Party sono un gruppo statunitense formatosi nel 1986 nella scena di Washington D.C.. Essi godono di una discreta rilevanza all'interno del panorama della prima ondata emo che ha partecipato alla cosiddetta "Revolution Summer" dell'emo nel 1986.

I Fire Party hanno pubblicato due album, compresa una raccolta, oltre ad un EP, con la Dischord Records di proprietà di Ian MacKaye, cantante e chitarrista dei Minor Threat, nonché di una delle prime emo-band della storia come gli Embrace.

## Formazione
- Amy Pickering - voce
- Natalie Avery - chitarra
- Kate Samworth - basso
- Nicky Thomas - batteria

## Discografia
- 1988 - Fire Party (EP)
- 1989 - New Orleans Opera
- 1996 - Fire Party (raccolta)